# Розалия (певица)
Розали́я Ви́ла Тобе́лья (кат. Rosalía Vila Tobella [rozə'liə] или [ruzə'liə]; род. 25 сентября 1992, Сан-Кугат-дель-Вальес, Каталония, Испания) — испанская певица и автор песен.

## Биография
Розалия Вила Тобелья родилась в Сан-Кугат-дель-Вальесе. Она заинтересовалась музыкой в возрасте 7 лет и в 13 лет поступила в Высшую школу музыки Каталонии.
Розалия представила свой первый альбом «Los ángeles» в 2017 году, записанный вместе с музыкантом Раулем Рефри. Альбом был хорошо принят критиками, и Розалия была номинирована на Латинскую Грэмми в категории лучший новый артист. В ноябре того же года она выпустила запись «Aunque es de noche», вариацию на песню Энрике Моренте.
В 2018 году вышел её второй альбом «El mal querer», спродюсированный совместно с Эль Гинчо. Тематика и структура альбома была вдохновлена новеллой 13-го века «Фламенка». Сингл «Malamente» с этого альбома был номинирован на Латинскую Грэмми в пяти номинациях и получил награды в двух.
Её первый международный хит появился в 2019 году, когда она вместе с J. Balvin выпустила песню «Con Altura», вдохновленную реггетоном. Было продано более семи миллионов копий. Песня была названа одной из лучших песен года журналами Billboard и Pitchfork и получила Латинскую Грэмми. Песня определила её фирменный стиль и прозвище «La Rosalía». Позже она продолжила сотрудничество с другими музыкантами, такими как Билли Айлиш, Bad Bunny, Осуна, Трэвис Скотт, получив множество наград и побив множество рекордов. Также, в 2019 году она сыграла небольшую роль в фильме Педро Альмодовара «Боль и слава». В феврале этого же года она выступила на церемонии награждения премии «Гойя».
В 2022 году Розалия выпустила новый альбом «MOTOMAMI», а также 4 сингла в поддержку альбома. Первый сингл «LA FAMA» совместно с The Weeknd вышел 11 ноября 2021. Лид-сингл «SAOKO» вышел 4 февраля 2022. Третий сингл «CHICKEN TERIYAKI» вышел 25 февраля. Четвёртый сингл «HENTAI» вышел 16 февраля. Сам альбом вышел 18 марта 2022 года

## Дискография
| Название      | Детали                                                                                     | ВЫсшие позиции в чартах | ВЫсшие позиции в чартах | ВЫсшие позиции в чартах | ВЫсшие позиции в чартах | ВЫсшие позиции в чартах | ВЫсшие позиции в чартах | ВЫсшие позиции в чартах | ВЫсшие позиции в чартах | ВЫсшие позиции в чартах | Сертификации              |
| Название      | Детали                                                                                     | SPA                     | ARG                     | BEL(FL)                 | BEL(WA)                 | NLD                     | POR                     | SWI                     | USLatin                 | USLatinPop              | Сертификации              |
| ------------- | ------------------------------------------------------------------------------------------ | ----------------------- | ----------------------- | ----------------------- | ----------------------- | ----------------------- | ----------------------- | ----------------------- | ----------------------- | ----------------------- | ------------------------- |
| Los Ángeles   | - Дата релиза: 10 февраля 2017 - Лейбл: Universal Spain - Формат: CD, LP, digital download | 9                       | —                       | —                       | —                       | —                       | —                       | —                       | —                       | —                       | - PROMUSICAE: Gold        |
| El Mal Querer | - Дата релиза: 2 ноября 2018 - Лейбл: Sony - Формат: CD, LP, digital download              | 1                       | 20                      | 76                      | 138                     | 95                      | 20                      | 61                      | 10                      | 1                       | - PROMUSICAE: 3× Platinum |
| Motomami      | - Дата релиза: 2022 - Лейбл: Columbia - Формат: TBD                                        | —                       | —                       | —                       | —                       | —                       | —                       | —                       | —                       | —                       |                           |